# Séquences Bois
 (février 2025).
Motif : Mais où sont les sources secondaires, indépendantes et centrées sur cette revue corporatiste ?
- Archive Wikiwix
- Bing
- Cairn
- DuckDuckGo
- E. Universalis
- Gallica
- Google
- G. Books
- G. News
- G. Scholar
- Persée
- Qwant
- (zh) Baidu
- (ru) Yandex
- (wd) trouver des œuvres sur Wikidata

| 1. | Préciser le motif de la pose du bandeau. | Précisez le motif de la pose du bandeau en utilisant la syntaxe suivante : {{admissibilité à vérifier\|date=mars 2025\|motif=remplacez ce texte par le motif}}                      |
| 2. | Informer les utilisateurs concernés.     | Pensez à avertir le créateur de l'article, par exemple, en insérant le code ci-dessous sur sa page de discussion : {{subst:avertissement admissibilité à vérifier\|Séquences Bois}} |

Séquences Bois est une revue bimestrielle français dédiée à l'architecture contemporaine en bois.

## Histoire
La revue Séquences Bois est créée en 1994 par le Comité National pour le Développement du bois (CNDB), organisme français de promotion pour l'utilisation du bois fondé en 1989. Elle devient indépendante en 2018, appartenant désormais au Groupe Ficade, spécialisé dans les médias et évènements professionnels.
En 2018, alors rédactrice en chef de la revue, Margotte Lamouroux s'associe à Jonas Tophoven, journaliste spécialisé, et à Nicole Valkyser-Bergmann, organisatrice du Forum Bois Construction, pour créer le Prix international d'architecture bois[source secondaire souhaitée], en collaboration avec d'autres revues d'architecture consacrées à la construction bois à travers le monde.
En 2019, la rédaction alors dirigée par Sarah Ador crée les Trophées Séquences Bois, distinction reconduite tous les ans, . En 2021, elle lance le Classement des agences d'architecture et bureaux d'études bas carbone, valorisant les maîtres d'œuvre investis dans la réhabilitation et la construction en matériaux naturels.

## Description
La revue s'adresse à un large public d'architectes, de bureaux d'études et de maîtres d'ouvrage avec des rubriques dédiées.
Le média crée les trophées Séquences Bois au niveau national.
La revue est membre de jury internationaux d'architecture comme le Prix international d'architecture bois, délivré chaque année par un ensemble de médias européens et américains spécialisés à l'occasion du Forum international Bois Construction.